# Pogrom di Radziłów

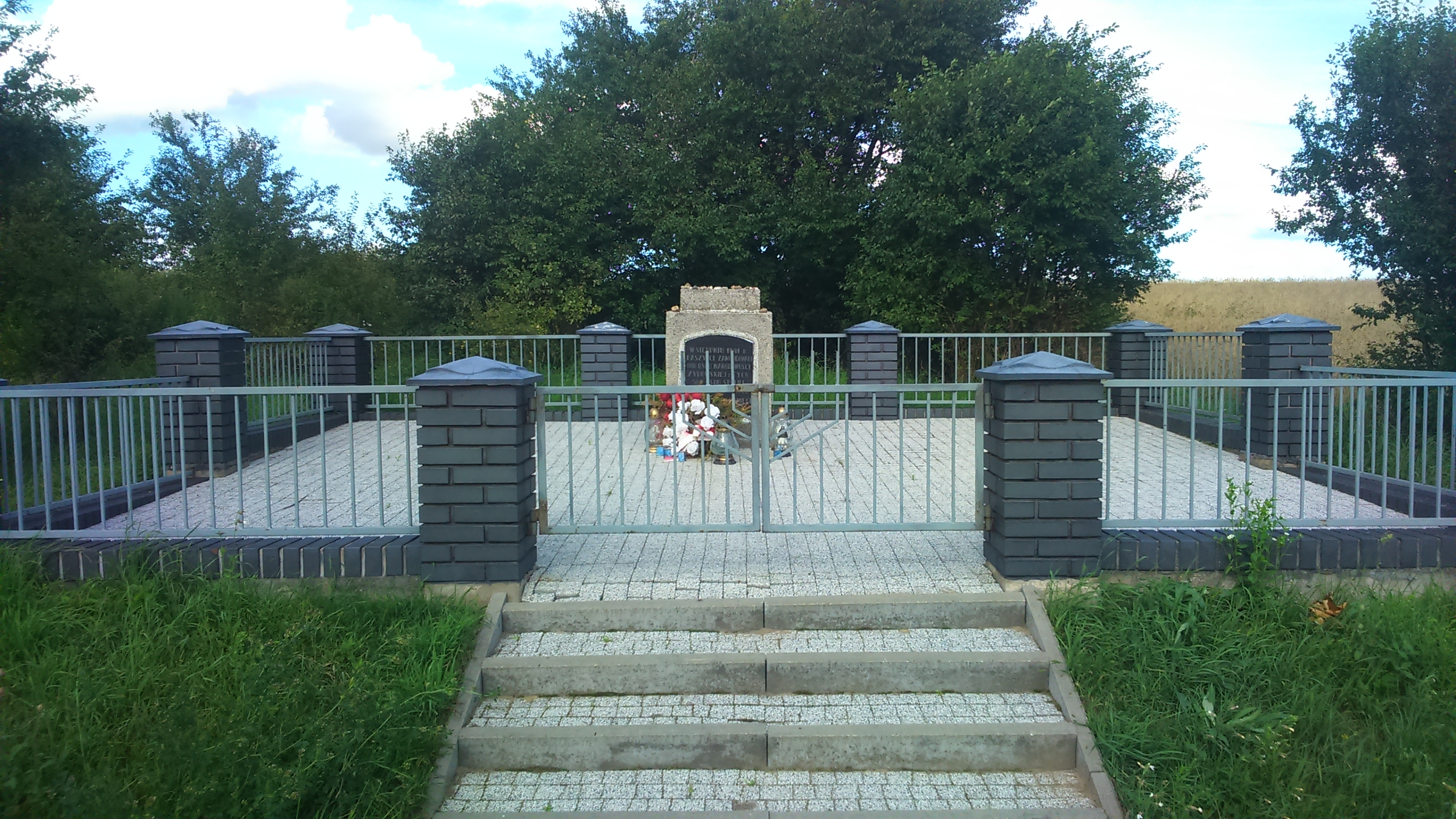
Il monumento dedicato alle vittime del pogrom

Il pogrom di Radziłów fu un pogrom perpetrato ai danni della popolazione ebraica di Radziłów il 7 luglio 1941, durante la seconda guerra mondiale. Incoraggiati dai nazisti, gli abitanti del villaggio polacco bruciarono vivi circa 500 ebrei in un fienile e ne giustiziarono altri a colpi d'ascia o di arma da fuoco. Si stima che le vittime totali furono tra le 600 e le 1700.

## Contesto
Nella regione di Białystok vivevano un gran numero di ebrei; il censimento del 1931 stimò che costituissero l'11,84% degli abitanti della regione. Radziłów contava allora 2.500 abitanti, di cui 650 ebrei, ossia il 26% della popolazione: si trattava di un vero e proprio shtetl. I commercianti ebrei della regione praticavano l'emissione a credito, una tipologia di vendita che fece scattare nei clienti indebitati e nei commercianti concorrenti un sentimento di estrema gelosia.

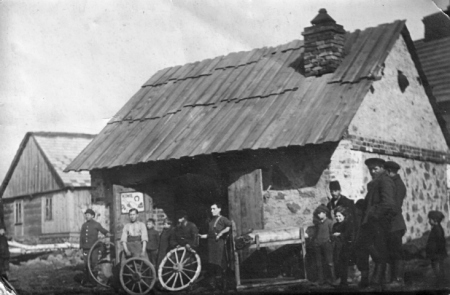
Un fabbro ebreo circondato dalla sua famiglia a Radziłów, metà degli anni '20

In questa regione estremamente povera, costituita per un terzo da cittadini analfabeti, l'estrema destra costituiva la principale forza politica: nelle elezioni legislative polacche del 1928, il Partito Nazionaldemocratico (noto come “Endecja”), di stampo nazionalista e antisemita, aveva ottenuto il 42% dei voti a Radziłów. Il 27 marzo 1933, sollecitati dal parroco Aleksander Dołęgowski, un gruppo di militanti nazionalisti scatenò una rivolta antisemita a Radziłów, culminata con l'attacco a nove ebrei e l'uccisione di uno di loro. Gli attivisti della chiesa locale e di Endecja organizzarono dei boicottaggi sempre più violenti nei confronti dei negozi ebrei, intimidendo i loro potenziali clienti. Il Partito Nazionaldemocratico arrivò al punto di offrire come ricompensa una pecora a chiunque picchiasse un ebreo.
Nel settembre 1939, Radziłów fu brevemente occupata dalla Germania, poi venne ceduta all'URSS secondo quanto stabilito con il patto Molotov-Ribbentrop. I sovietici effettuarono delle incursioni, deportando molti polacchi in Siberia. Anche gli ebrei furono vittime della persecuzione sovietica, in particolare gli attivisti del Bund e i sostenitori del sionismo, ritenuti dei pericolosi antisovietici. Dopo due anni di occupazione sovietica, la Germania rioccupò il territorio nel giugno 1941 e il villaggio di Radziłów venne annesso al distretto di Bialystok, una divisione amministrativa del Terzo Reich.

## Il pogrom
I tedeschi vennero accolti come dei liberatori dalla popolazione locale, la quale cominciò ad accusare gli ebrei di aver collaborato con i sovietici, usando lo slogan antisemita "żydokomuna" tipico dei nazionalisti prebellici. Il 27 giugno 1941, sotto l'influenza nazista, venne costituita l'amministrazione locale guidata da Józef Mordasiewicz, Leon Kosmaczewski, il sacerdote Aleksander Dołęgowski e il capo della polizia locale Konstanty Kiluk.

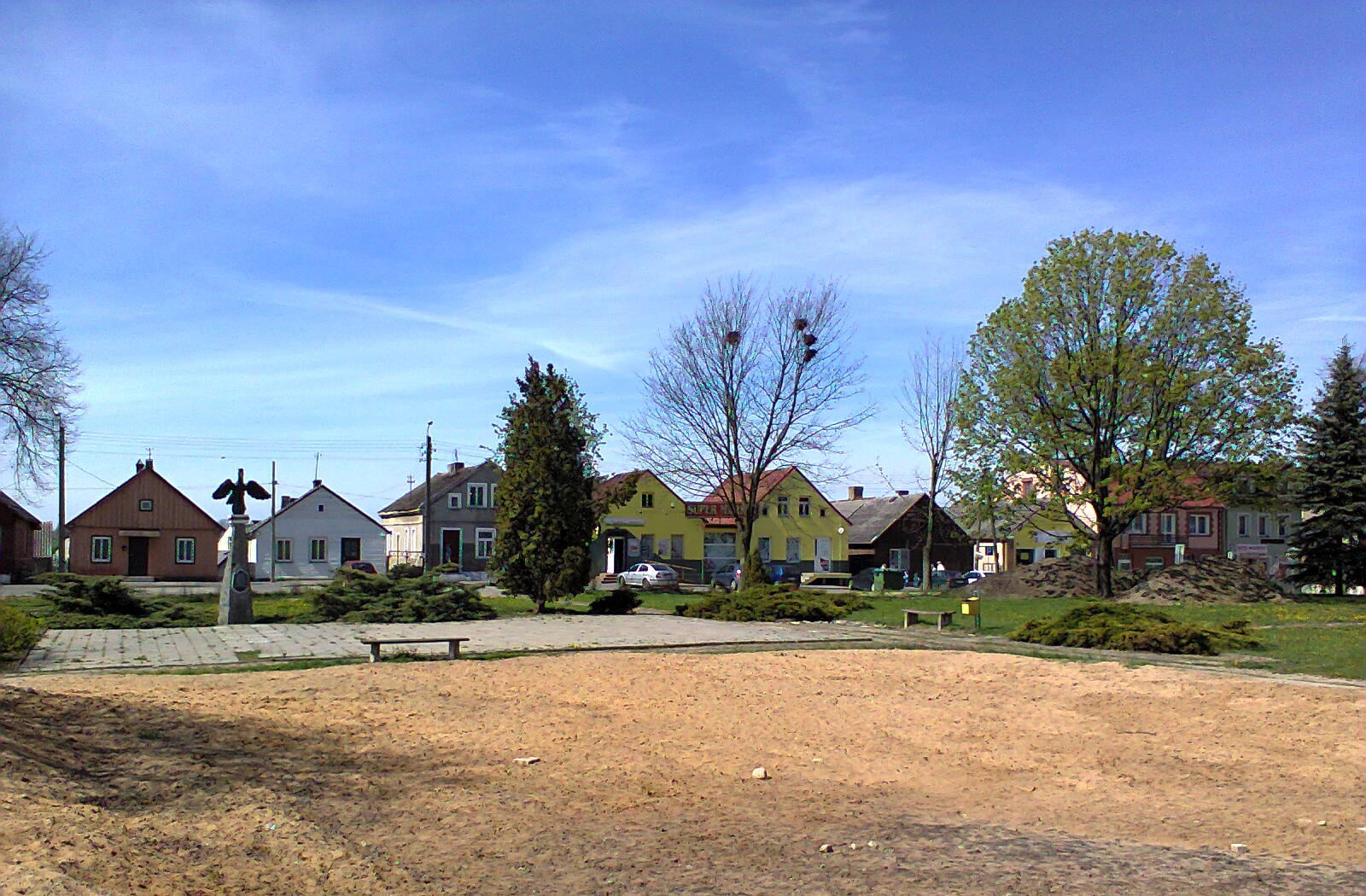
La piazza centrale, dove vennero radunati gli ebrei prima di essere condotti con la forza nella stalla

La mattina del 7 luglio, l'Einsatzgruppe B, guidato dall'SS-Obersturmführer Hermann Schaper, giunse a Radziłów e fece radunare nella piazza del mercato la popolazione ebraica del villaggio e delle aree circostanti, con lo scopo di umiliarla pubblicamente; fece anche bruciare i loro testi sacri. I tedeschi lasciarono il villaggio subito dopo, incoraggiando i cittadini polacchi a massacrare la popolazione ebraica. Secondo lo storico Krzysztof Persak, ricercatore presso l'Istituto della memoria nazionale, l'Einsatzgruppe dell'ufficiale delle SS Schaper incoraggiò deliberatamente la popolazione a realizzare il pogrom da sé, basandosi su una recente direttiva del Reichssicherheitshauptamt, datata 29 giugno 1941 e scritta da Reinhard Heydrich, secondo il quale le forze di occupazione non dovevano ostacolare i sentimenti anticomunisti e antisemiti delle popolazioni dei territori occupati, ma al contrario incoraggiarli nel modo giusto.
Gli abitanti, guidati dal prete collaborazionista Dołęgowski, costrinsero gli ebrei ad entrare all'interno di un fienile, dandolo poi alle fiamme. Il massacro continuò fino a che, il 10 luglio, i beni appartenenti agli ebrei vennero sequestrati. Gli abitanti recuperarono successivamente i denti d'oro dai corpi carbonizzati delle vittime.
30 ebrei riuscirono a sopravvivere al pogrom grazie all'aiuto di alcuni polacchi. I superstiti, nascosti nelle fattorie circostanti il villaggio, vennero ricattati fino alla fine della guerra dai cosiddetti szmalcownicy, che minacciarono di denunciarli o di ucciderli se non avessero lasciato le loro proprietà.
Per quanto riguarda il numero effettivo delle vittime, il sopravvissuto Menachem Finkelsztejn suggerì la cifra di 1700 morti, ritenuta esagerata dalla storica polacca Anna Bikon, che invece stimò in 500 gli ebrei bruciati vivi nell'incendio del fienile e in altri 100 o 200 quelli uccisi nei massacri successivi.

## Conseguenze
Il pogrom di Radziłów fu seguito tre giorni dopo da quello di Jedwabne, a 18 chilometri da Radziłów, dove oltre 300 ebrei furono bruciati vivi dai polacchi all'interno di un fienile. Diversi altri pogrom vennero commessi nella regione storica della Podlachia per tutta la durata dell'estate del 1941, in particolare nei villaggi di Szczuczyn e Wąsosz.
Nell'agosto 1941, i superstiti del pogrom vennero concentrati all'interno di un ghetto; si trattava di sole 18 persone, costrette a vari tipi di lavori forzati prima di essere deportate nel campo di sterminio di Treblinka. Poco dopo l'arrivo delle truppe sovietiche, i polacchi uccisero due degli ultimi sopravvissuti. Otto persone vennero giudicate dopo la guerra e solo due di loro vennero condannate a pene comprese tra i 4 e i 6 anni di reclusione.
Nel 1965 Hermann Schaper fu processato per crimini di guerra dal tribunale di Amburgo, a causa della sua presenza a Radziłów il giorno del pogrom. Le accuse vennero però ritirate a causa della mancanza di prove e del suo precario stato di salute.
Nel 2001, in occasione del 60º anniversario dei pogrom della Podlachia, il presidente Aleksander Kwaśniewski dichiarò che i pogrom di Jedwabne e Radziłów "avevano gettato un'ombra oscura sulla storia della Polonia."